# 록맨 6: 사상 최대의 싸움!!
《록맨 6: 사상 최대의 싸움!!》(ロックマン6 史上最大の戦い!!)는 캡콤이 패미컴으로 발매한 액션 플랫폼 게임이다. 오리지널 록맨 시리즈의 여섯번째 작품으로, 일본에서 1993년 11월 5일에 최초로 발매됐다. 북미 지역에선 닌텐도가 배급을 맡아 1994년 3월 《메가맨 6》(Mega Man 6)라는 제목으로 출시했다. 유럽 지역에선 발매되지 않았다.
록맨 6는 전세계에서 모인 로봇 결투 대회를 노리고 로봇들을 탈취한 미스터리의 인물 '미스터 X'가 세상을 위협하자, 록맨이 러시와 함께 그의 계획을 저지하러 가는 내용이다. 게임플레이 측면에선 전작과 큰 차이는 없지만, 스테이지 내의 분기점이나 러시 어댑터같은 새로운 요소도 소개됐다.
록맨 6는 최초 발매 이후 1999년에 플레이스테이션으로 이식됐으며, 2004년 메가맨 애니버서리 컬렉션과 2015년 메가맨 레거시 컬렉션에도 포함됐다.

## 줄거리
20XX년, 《록맨 5》의 사건 이후 Dr. 와일리같은 사태를 막기 위해 세계로봇연맹이 조직됐다. 1년 후, 세계 각지 과학자들의 협력과 엑스 재단의 막강한 자금으로 로봇공학은 비약적인 발전을 이뤘고, 평화를 기리기 위해 제1회 세계로봇격투대회가 개최됐다. 그러나 8개의 나라에서 선발된 로봇들이 집결해 최강의 승부를 가리려는 도중, 대회를 주최한 엑스 재단의 총수 Mr. X가 이들을 노획해 자신의 부하로 부릴 야욕을 드러냈다. 그동안 Dr. 와일리의 배후로서 세계정복을 노리고 있었다고 주장한 Mr. X가 록맨에게 도전장을 내밀자, 록맨은 러시와 함께 새로 나타난 악당을 처치하기 위해 나선다.
Mr. X가 보낸 각 나라를 대표하는 8대의 로봇들(플레임맨, 토마호크맨, 켄타우로스맨, 나이트맨, 야마토맨, 플랜트맨, 블리자드맨, 윈드맨)을 모두 물리친 록맨은 이어서 Mr. X를 추적하기에 성공하는데, 알고보니 그는 변장한 Dr. 와일리였음이 드러난다. 가면을 벗은 Dr. 와일리를 쫓아 그의 성에 찾아간 록맨은 와일리가 지은 로봇들을 물리치고 마침내 그를 제압해 붙잡는다. 록맨에 의해 밧줄이 묶인 채로 끌려간 와일리가 투옥되는 것으로 《록맨 6》는 끝을 고한다.

## 평가
| 평가 |          |
| --- | -------- |
| 평론 점수 평론사 점수 EGM 6.8 / 10 [ 11 ] 패미츠 23 / 40 [ 12 ] 게임프로 [ 13 ] 닌텐도 파워 3.65 / 5 [ 14 ] Game Players 88% [ 15 ] |          |
| 평론 점수 |          |
| 평론사 | 점수     |
| EGM | 6.8 / 10 |
| 패미츠 | 23 / 40  |
| 게임프로 | [ 13 ]   |
| 닌텐도 파워 | 3.65 / 5 |
| Game Players | 88%      |